# Tutto per mia figlia
Tutto per mia figlia (Mercy) è un film thriller indipendente del 1995 scritto e diretto da Richard Shepard con protagonisti John Rubinstein, Amber Kain e Sam Rockwell.

## Trama
Nicole Kramer, la figlia di Frank Kramer, un ricco e famoso avvocato di New York, viene rapita, ma lo scopo del rapimento non è solo il denaro.

## Produzione
Il film è stato girato a New York ed è costato 52.000 dollari.